# جنگل (بازی ویدئویی)
| گردآورنده | امتیاز                     |
| --------- | -------------------------- |
| متاکریتیک | پی‌سی: ۸۳/۱۰۰ پی‌اس۴: ۷۸/۱۰۰ |

جنگل (انگلیسی: The Forest) یک بازی ویدئویی در سبک بازی ماجراجویی و ترس و بقا است که توسط اندنایت گیمز و در سال ۲۰۱۸ و در پلت‌فرم‌های مایکروسافت ویندوز و پلی‌استیشن ۴ توسعه و منتشر شده‌است. این بازی همچنین با فروش بیش از پنج میلیون نسخه تا پایان سال ۲۰۱۸ با موفقیت تجاری همراه بود. دنباله آن، پسران جنگل، ساخته شده است.